# Кричав
Кричав (блр. Крычаў; блр. Кричев) је град на крајњем истоку Републике Белорусије. Административно је део Кричавског рејона (чији је уједно административни центар) Могиљовске области.
Према попису становништва из 2009. у граду је живело 27.200 становника.

## Географија
Град је смештен на крајњем истоку државе, на око 104 км источно од административног центра рејона Могиљова, и свега неколико километара западније од границе са Руском Федерацијом.
Лежи на обалама реке Сож (леве притоке Дњепра) и кроз њега пролази аутопут на релацији Москва—Бабрујск.

## Историја
Насеље Кричав први пут се у писаним изворима помиње 1136. под називом Кречут, као један од вазалних градова књаза Растислава Мстиславича и све до прве половине XIV века био је део Мстиславског књажевства (које је 1359. постало саставни део Литваније). Крајем XV века постаје окружни центар, а 1633. добија Магдебуршко право.
Град је доживео велика разарања након ратова са Швеђанима 1708. године, и тада је већина грађевина у потпуности уништена.
У првој половини XVIII века градом влада књаз Јероним Радзивил.
Нешто интензивнији привредни развој Кричав доживљава средином XIX века након што је кроз насеље прошла деоница друма од Москве ка Варшави. Тако је крајем истог века у насељу живело око 3.500 становника у укупно 371 домаћинству. У то време Кричав је имао и 6 православних цркава, 2 синагоге и један жупни дом.
Кричав постаје административни центар истоименог рејона 1924. године, а службени статус града има од 17. децембра 1931. године.
Град је током тридесетих година прошлог века захватила интензивна индустријализација и том приликом је отворено неколико индустријских колектива, од којих је свакако најзначајнија била велика фабрика за произвоњу цемента (прва те врсте у Белорусији). Број становника је растао и већ 1939. достигао цифру од 16.000.
Град је доживео страховита разарања током Другог светског рата. У тренутку ослобођења у септембру 1943. у Кричаву су остале свега 32 грађевине које нису разрушене, а број становника је опао на мање од хиљаду.
Интензивнији привредни и демографски опоравак, град је доживео тек крајем 50-их година прошлог века.

## Становништво
Према процени, у граду је 2012. живело 26.609 становника.
| 1979.  | 1989.  | 1999.  | 2009.  | 2012.  |
| ------ | ------ | ------ | ------ | ------ |
| 30.447 | 32.908 | 32.908 | 27.202 | 26.609 |

## Међународна сарадња
Град Кричав има потписане уговоре о међународној сарадњи са следећим градовима:
- Клин, Московска област, Русија[2]

## Познати Кричевљани
- Аксана Мјањкова — освајачица златне медаље на Летњим олимпијским играма 2008. у Пекингу у бацању кладива.